# Adrian Geiges

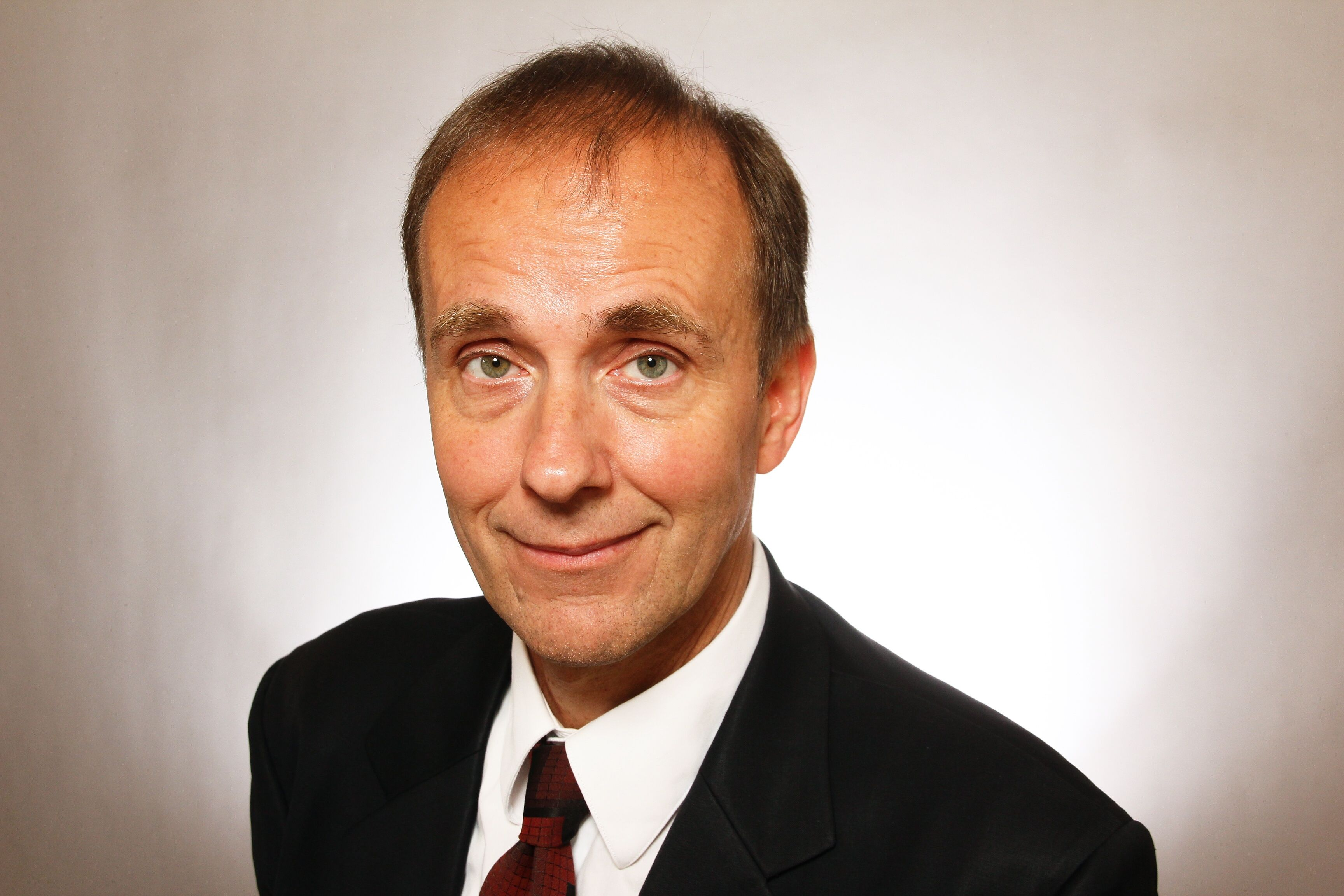
Adrian Geiges (2012)

Adrian Geiges (* 3. September 1960 in Basel, Schweiz) ist ein deutscher Schriftsteller und Journalist.

## Leben
Adrian Geiges ist der Sohn des Fotografen Leif Geiges. Er wuchs in Staufen im Breisgau auf. Als Jugendlicher schloss er sich der Sozialistischen Deutschen Arbeiterjugend (SDAJ) an und trat 1976 der Deutschen Kommunistischen Partei (DKP) bei. 1979 lebte er „undercover“ für ein Jahr in der DDR, wo er auch in einer Kaderschmiede bei Berlin lernte und nach eigenen Angaben Berufsrevolutionär werden wollte. Nach dem Abitur begann er, Publizistik, Politik und Geschichte an der Westfälischen Wilhelms-Universität in Münster zu studieren, brach das Studium allerdings nach ein paar Semestern ab und absolvierte eine Lehre als Groß- und Außenhandelskaufmann. Als DKP-Funktionär und Reporter der kommunistischen Jugendzeitschrift Elan konnte er die Sowjetunion, die Volksrepublik China, Vietnam, Kuba und Nicaragua bereisen. Ende der 1980er-Jahre nahm er Abstand vom Kommunismus. Er lernte mehrere Monate lang an der Ruhr-Universität Bochum Russisch und arbeitete dann als Journalist ab 1990 für RTL Explosiv und Spiegel TV in Moskau und für einen anderen Auftraggeber später auch in New York City.
Nach einem einjährigen Chinesisch-Kurs in China baute er als Geschäftsführer das Zeitschriftengeschäft von Bertelsmann in China mit auf. Von 2004 bis 2008 war Geiges Asien-Korrespondent des Sterns in Peking. Ab 2009 gehörte er zum Team von Stefan Aust in Hamburg, das eine neue Zeitschrift entwickelte und Dokumentarfilme produzierte.
Von 2013 bis 2016 lebte Adrian Geiges in Rio de Janeiro, wo er als Korrespondent und Dokumentarfilmer u. a. für RTL und den WDR arbeitete.
Ab September 2016 leitete er als Chefredakteur die Redaktion des Unternehmens-Magazins Evonik für die Hamburger Medienagentur Bissinger plus. Seit 2018 hält er Vorträge auf Kreuzfahrten von AIDA Cruises über die Städte und Länder, welche die Schiffe anfahren.
Geiges ist Autor zahlreicher Bücher.
Er wird als China- und Russland-Experte häufig in Talkshows geladen, so in die Sendung „Markus Lanz“.

## Biografie von Xi Jinping
Gemeinsam mit Stefan Aust schrieb Geiges die Biografie des chinesischen Staats- und Parteichefs Xi Jinping (2021). Laut Gabor Steingart gilt dieses Buch „als erste umfassende Biografie Xi Jinpings, dem Mann an der Spitze der wirkmächstigsten kommunistischen Diktatur der Weltgeschichte (...) Adrian Geiges kennt China nicht aus der Zeitung, sondern aus dem eigenen Erleben.“
Die chinesische Führung versuchte, Lesungen aus dem Buch zu verhindern, die von Konfuzius-Instituten an deutschen Universitäten geplant waren. Eine Mitarbeiterin der Institute wurde in den Medien mit der Begründung zitiert: „Über Xi Jinping kann man nicht mehr als normalen Menschen reden, er soll jetzt unantastbar sein und unbesprechbar.“ Die abgesagten Veranstaltungen wurden von einigen Universitäten in Eigenregie, ohne Beteiligung der Konfuzius-Institute nachgeholt.
Das Buch wurde in zahlreiche Sprachen übersetzt und in der Top 20 der Spiegel-Bestsellerliste geführt.

## Front gegen die Freiheit
Geiges’ im August 2024 erschienenes Buch „Front gegen die Freiheit“ fand in den deutschsprachigen Medien eine breite und überwiegend positive Resonanz. Die Zeit veröffentlichte dazu einen ganzseitigen Gastbeitrag von Geiges, die NZZ ein ganzseitiges Interview mit ihm. Die Süddeutschen Zeitung (SZ) kommentiert in einer Rezension von Majd El-Safadi: „Den ideologischen Wurzeln des heutigen chinesisch-russischen ‚Ostblocks‘ spürt Geiges in vier Kapiteln konzise wie unterhaltsam nach.“ Anna Schiller schreibt in der Frankfurter Allgemeinen Zeitung (FAZ): „Geiges’ Analyse der chinesisch-russischen Beziehungen ist hilfreich, um den Wandel im internationalen Machtgefüge zu verstehen (...) Erhellend ist außerdem sein Vergleich der Biographien Xis und Putins.“

## Werke
- Front gegen die Freiheit. Piper, 2024, ISBN 978-3-492-07284-7.
- Öfter mal die Welt wechseln. Piper, 2023, ISBN 978-3-492-06364-7.
- Xi Jinping – der mächtigste Mann der Welt (gemeinsam mit Stefan Aust). Piper, 2021
- Brasilien brennt. Quadriga 2014
- Mit Konfuzius zur Weltmacht (gemeinsam mit Stefan Aust). Quadriga 2012
- Gebrauchsanweisung für Peking und Shanghai. Piper 2009
- China. Die Geschichte der neuen Weltmacht. Dtv Premium 2009
- Wie die Weltrevolution einmal aus Versehen im Schwarzwald begann, chinesische Ausgabe. New Star Press 2009
- Wie die Weltrevolution einmal aus Versehen im Schwarzwald begann. Eichborn 2007
- Russland Explosiv (gemeinsam mit Andre Zalbertus). vgs 1994
- Liebe steht nicht auf dem Plan (gemeinsam mit Tatjana Suworowa), japanische Ausgabe. JICC 1992
- Liebe steht nicht auf dem Plan (gemeinsam mit Tatjana Suworowa), russische Ausgabe. Sobesednik 1990
- Revolution ohne Schüsse, türkische Ausgabe, Iletisim Yayinlari, 1990
- Liebe steht nicht auf dem Plan (gemeinsam mit Tatjana Suworowa). Wolfgang    Krüger/S.Fischer 1989
- Revolution ohne Schüsse. Pahl-Rugenstein 1988
- China im Aufbruch. Pahl-Rugenstein 1987